# ジェイムズ・ブランドン
ジェイムズ・ブランドン（James Brandon、1870年 – 1934年）は、スコットランドのサッカー選手である。フットボールリーグのブートルFCとプレストン・ノースエンドFCでプレーした。